# Barmsteine
 (septembre 2022).
Les Barmsteine sont deux montagnes, deux tours rocheuses d'une hauteur de 841 m et 851 m d'altitude dans le massif des Alpes de Berchtesgaden.

## Géographie

### Situation
Les Barmsteine se situent dans le nord-est des Alpes de Berchtesgaden et sur le versant ouest de la vallée de la Salzach. Ils se dressent au-dessus de la ville autrichienne de Hallein, sur le flanc escarpé du Tuval et marquent la frontière entre l'Allemagne et l'Autriche.

### Géologie
En géologie, ils sont connus comme l'éponyme du Barmsteinkalk, une partie de la formation d'Oberalm datant du Jurassique supérieur interprétée comme une turbidite.

## Histoire
Au Moyen Âge, ces deux reliefs sont appelées Pürkstein et Pöberstein, le col entre eux Marchscharte. Dans le traité de Franz Valentin Zillner sur l'industrie du sel à Salzbourg paru en 1880, les Pabensteinen sont mentionnés à maintes reprises, comme des affleurements rocheux proéminents sur les zones à forte pente du Tuval.
Des courants d'air souterrains traversant les Barmsteine sont utilisés à partir du XVe siècle pour refroidir la bière stockée de la brasserie Hofbräu Kaltenhausen à proximité. L'Alpenvereinssteig sur le Kleiner Barmstein est créé en 1885 et renouvelé en 1926 par la section de Hallein du Club alpin autrichien (avec des marches et des câbles métalliques).
Pendant le Troisième Reich, les Barmsteine sont utilisés de manière visible et invisible : en plus de l'utilisation de tunnels comme emplacement pour l'industrie de l'armement, une grande croix gammée blanche fut peinte de telle manière qu'elle était clairement visible dans la direction de l'Autriche, avant même que l'Autriche ne soit annexée à l'Allemagne. Elle est enlevée après la Seconde Guerre mondiale.
Un arbre de mai est érigé sur le Kleiner Barmstein depuis 1815. Le transport à la main est difficile en raison de l'emplacement exposé, de sorte que l'arbre n'est pas remplacé chaque année, mais uniquement lorsqu'il se casse ou vieillit. La tradition veut que l'arbre fraîchement décoré soit là lorsque retentit la cloche de midi de l'église de Dürrnberg. En récompense, les personnes impliquées reçoivent le Moabambier, la bière de l'arbre de mai, un fût de bière de la Hofbräu Kaltenhausen. Ce droit est documenté depuis 1841.
En 1992, le militant suisse de l'environnement et des droits de l'homme Bruno Manser escalade le Kleiner Barmstein et compare les formations rocheuses de Hallein à la montagne à deux sommets de Batu Lawi, dans la partie malaise de l'île de Bornéo.

## Ascension
Les tours rocheuses sont une destination populaire, en particulier pour les grimpeurs, car elles sont éclairées par le soleil jusque tard dans la soirée et sont faciles d'accès. Le niveau de difficulté du Kleiner Barmstein est de 2 à 3, tandis que le Grosser Barmstein est beaucoup plus exigeant en termes d'escalade. En plus des Barmsteine, les Katzenbarmsteine s'étendent le long de la crête sud du Kleiner Barmstein.
Cependant, les Barmsteine peuvent également être facilement escaladés par des marches taillées dans la roche avec des balustrades et certains endroits sécurisés avec des câbles métalliques. Cette approche se trouve du côté sud du Kleiner Barmstein.
En janvier 2008, après des violations répétées des règles d'escalade, la face sud du Kleiner Barmstein est fermée aux grimpeurs par le propriétaire foncier à l'aide d'une clôture.